# Walter Connolly
Walter Connolly (Cincinnati, 8 aprile 1887 – Beverly Hills, 28 maggio 1940) è stato un attore statunitense, attivo principalmente durante gli anni trenta.

## Biografia
Connolly si affermò inizialmente come interprete teatrale a Broadway, dove recitò fin dal 1916 in lavori come Sei personaggi in cerca d'autore di Luigi Pirandello e Zio Vanja di Anton Čechov.
Anche le sue prime apparizioni cinematografiche risalgono agli anni dieci con film quali The Marked Woman (1914) e A Soldier's Oath (1915), mentre il suo primo film sonoro fu Many Happy Returns (1930). La carriera dell'attore sul grande schermo ebbe una svolta nel 1932, quando si affermò definitivamente con il tipico personaggio che divenne il suo marchio di fabbrica a Hollywood, quello del magnate esasperato o del giornalista, spesso padre del personaggio principale femminile, come in Accadde una notte (1934) con Clark Gable e Claudette Colbert, Strettamente confidenziale (1934), al fianco di Warner Baxter e Myrna Loy, e La donna del giorno (1936), ancora con la Loy, William Powell e Spencer Tracy. Altri ruoli importanti furono quelli del consulente finanziario americano del generale Yen (Nils Asther) in L'amaro tè del generale Yen (1933), dello zio di Paul Muni in La buona terra (1937) e uno dei due uomini incontrati da Mickey Rooney in Le avventure di Huckleberry Finn (1939).
Durante la sua carriera, Connolly interpretò prevalentemente ruoli di caratterista, ma in alcune occasioni ebbe la possibilità di affrontare parti da protagonista, come il detective Nero Wolfe in The League of Frightened Men (1937), in La ragazza della 5ª strada (1939), accanto a Ginger Rogers, e il musicista che dà il titolo al film The Great Victor Herbert (1939), che fu la sua ultima apparizione cinematografica.
Dal 1932 al 1938 Connolly fu inoltre interprete del detective Charlie Chan in Le avventure di Charlie Chan, in un programma radiofonico trasmesso dalla NBC.
Connolly fu sposato dal 1923 con l'attrice Nedda Harrigan, dalla quale ebbe una figlia, Ann (1924-2006). Il matrimonio durò fino alla prematura morte dell'attore, avvenuta il 28 maggio 1940, a seguito di un ictus. Connolly venne sepolto nel New St. Joseph Cemetery a Cincinnati.

## Filmografia parziale
- The Marked Woman, regia di O.A.C. Lund (1914)
- A Soldier's Oath, regia di Oscar Apfel (1915)
- Many Happy Returns, regia di Arthur Hurley (1930)
- Plainsclothes Man (1932)
- Washington Merry-Go-Round, regia di James Cruze (1932)
- Man Against Woman, regia di Irving Cummings (1932)
- No More Orchids, regia di Walter Lang (1932)
- L'amaro tè del generale Yen (The Bitter Tea of General Yen), regia di Frank Capra (1933)
- Adorabile (Paddy the Next Best Thing), regia di Harry Lachman (1933)
- Signora per un giorno (Lady for a Day), regia di Frank Capra (1933)
- Vicino alle stelle (Man's Castle), regia di Frank Borzage (1933)
- Master of Men, regia di Lambert Hyllier (1933)
- East of Fifth Avenue, regia di Albert S. Rogell (1933)
- Eight Girls in a Boat, regia di Richard Wallace (1934)
- Accadde una notte (It Happened One Night), regia di Frank Capra (1934)
- Once to Every Woman, regia di Lambert Hyllier (1934)
- Ventesimo secolo (Twentieth Century), regia di Howard Hawks (1934)
- Vigliaccheria (Whom the Gods Destroy), regia di Walter Lang (1934)
- Chiaro di luna (Servants' Entrance), regia di Frank Lloyd e Walt Disney (1934)
- La donna che amo (Lady By Choice), regia di David Burton (1934)
- The Captain Hates the Sea, regia di Lewis Milestone (1934)
- Strettamente confidenziale (Broadway Bill), regia di Frank Capra (1934)
- Father Brown, Detective, regia di Edward Sedgwick (1934)
- La rosa del sud (So Red the Rose), regia di King Vidor (1935)
- Il domatore di donne (She Couldn't Take It), regia di Tay Garnett (1935)
- One-Way Ticket, regia di Herbert J. Biberman (1935)
- White Lies, regia di Leo Bulgakov (1935)
- Soak the Rich, regia di Ben Hecht e Charles MacArthur (1936)
- Paradisi artificiali (The Music Goes 'Round), regia di Victor Schertzinger (1936)
- Desiderio di re (The King Steps Out), regia di Josef von Sternberg (1936)
- La donna del giorno (Libeled Lady), regia di Jack Conway (1936)
- La buona terra (The Good Earth), regia di Sidney Franklin (1937)
- Senza perdono (Nancy Steele Is Missing!), regia di George Marshall (1937)
- Let's Get Married, regia di Alfred E. Green (1937)
- The League of Frightened Men, regia di Alfred E. Green (1937)
- Nulla sul serio (Nothing Sacred), regia di William A. Wellman (1937)
- First Lady, regia di Stanley Logan (1937)
- Penitenziario (Penitentiary), regia di John Brahm (1938)
- Start Cheering, regia di Albert S. Rogell (1938)
- La quadriglia dell'illusione (Four's a Crowd), regia di Michael Curtiz (1938)
- L'amico pubblico nº 1 (Too Hot to Handle), regia di Jack Conway (1938)
- The Girl Downstairs, regia di Norman Taurog (1938)
- Le avventure di Huckleberry Finn (The Adventures of Huckleberry Finn), regia di Richard Thorpe (1939)
- Bridal Suite, regia di Wilhelm Thiele (1939)
- Una ragazza allarmante (Good Girls Go to Paris), regia di Alexander Hall (1939)
- Angeli del mare (Coast Guard), regia di Edward Ludwig (1939)
- La ragazza della 5ª strada (5th Ave Girl), regia di Gregory La Cava (1939)
- Those High Grey Walls, regia di Charles Vidor (1939)
- The Great Victor Herbert, regia di Andrew L. Stone (1939)

## Doppiatori italiani
- Mario Besesti in La ragazza della 5ª strada, La rosa del Sud
- Giacomo Almirante in Accadde una notte
- Olinto Cristina in L'amico pubblico nº 1
- Mario Feliciani in La buona terra (ridoppiaggio)
- Dante Biagioni in Nulla sul serio (ridoppiaggio)